# DN7-es főút (Románia)
A DN7-es főút (románul Drumul Naţional 7) egy országút Romániában. Bukarestet és Nagylakot (magyar határ) köti össze. Ilfov, Dâmbovița, Argeș, Vâlcea, Szeben, Fehér, Hunyad és Arad megyéken halad át. A Déli-Kárpátokat az Olt völgyében, a  Vöröstoronyi-szorosnál szeli át.
Kapcsolódó utak:
- DN71
- DN72
- DN73
- DN73C
- DN64
- DN7A
- DN1
- DN67C
- DN66
- DN68B
- DN76
- DN68A
- DN69

Egyike annak a három román útnak, ahol a legtöbb baleset fordul elő.